# Alfréd Schaffer
Alfréd Schaffer (Budapest, 13 de febrer de 1893 - Prien am Chiemsee, 30 d'agost de 1945) va ser un destacat futbolista hongarès de la dècada de 1920 i posteriorment entrenador.

## Trajectòria
Pel que fa a clubs, destacà al MTK Budapest, on ingressà el 1915 i a qui ajudà a guanyar tres campionats hongaresos consecutius, i en els dos darrers campionats guanyats fou, a més, el màxim golejador europeu (1917-18 i 1918-19).
Com a entrenador dirigí clubs com el 1. FC Nürnberg (on també jugà), AS Roma i Ferencvárosi TC. Dirigí la selecció hongaresa al Mundial de 1938, juntament amb Károly Dietz. Dirigí la Roma entre 1940 i 1942, guanyant la lliga el darrer any.

## Palmarès

### Com a jugador
MTK Hungária FC
- Lliga hongaresa: 1917, 1918, 1919[2]
- Copa hongaresa (campió el 1932, subcampió el 1935)

1. FC Nürnberg
- Lliga alemanya: 1921[2]

Amateur Viena
- Lliga austríaca: 1924[2]

### Com a entrenador
AS Roma
- Lliga italiana: 1942